# James Holshouser
James Eubert Holshouser, Jr., född 8 oktober 1934 i Boone, North Carolina, död 17 juni 2013 i Pinehurst, North Carolina, var en amerikansk republikansk politiker. Han var guvernör i North Carolina 1973–1977.
Holshouser växte upp i Watauga County. Kandidatexamen avlade han vid Davidson College och juristexamen vid University of North Carolina at Chapel Hill.
I guvernörsvalet 1972 besegrade Holshouser demokraten Skipper Bowles. Republikanerna i North Carolina drog nytta av Richard Nixons jordskredsseger i presidentvalet i USA 1972. Holshousers seger var den första för en republikan i North Carolina under 1900-talet. Som guvernör profilerade han sig inom utbildnings- och transportpolitiken och skapade kontakter mellan delstatens regering och olika minoritetsgrupper.